# Química bio-orgânica
A química bio-orgânica é uma ramo científico em rápido crescimento que combina química orgânica e bioquímica. Enquanto a bioquímica visa entender processos biológicos usando a química, a química bio-orgânica tenta expandir as pesquisas orgânico-químicas (isto é, estruturas, síntese e cinética) em direção à biologia. Ao investigar metaloenzimas e cofatores, a química bio-orgânica se sobrepõe à química bioinorgânica. Química orgânica biofísica é um termo usado ao tentar descrever detalhes íntimos do reconhecimento molecular pela química bio-orgânica.
A química bio-orgânica é o ramo da ciência da vida que lida com o estudo de processos biológicos usando métodos químicos.